# Duet
Duet (стилизовано как DUET) — компьютерная игра в жанре экшен, разработанная и изданная компанией Kumobius. Игра вышла 10 октября 2013 года на платформах iOS и Android, а 3 августа 2015 года состоялся выход на платформах Windows, macOS и Linux. Версия на Android была впервые выпущена в составе набора игр Humble Mobile Bundle 6.

## Игровой процесс
Игрок управляет направлением двух (синего и красного) шаров, которые прикреплены к одному кольцу. Цель игрока заключается в том, чтобы, поворачивая шарами, избегать препятствий, представленных в игре в виде двумерных геометрических фигур. После удара о какое-либо препятствие, на нём остаётся след, и уровень начинается с самого начала.
В начале каждого уровня (кроме уровней, связанных с бесконечной игрой) на экране появляется вопрос или текст, который озвучивает женский голос, ломающий четвёртую стену, так как обращается напрямую к игроку. Например, в режиме «Сюжет» в главе «Подавленность» женский голос задаёт вопрос: «Что именно вы пытаетесь доказать?». Этот текст также появляется на паузе, на случай, если игрок не успел прочитать текст.
Названия уровней в игре взяты с модели Кюблер-Росс.

## Саундтрек
За саундтрек взялся австралийский радиоведущий и электронный музыкант Тим Шил. Саундтрек доступен для прослушивания на сайте Bandcamp и Spotify.

## Отзывы и критика
Игра Duet получила преимущественно положительные отзывы игровых критиков; средний балл игры на Metacritic для iOS составляет 79 из 100 на основе 10 рецензий. Журналисты положительно отозвались об управлении и дизайне игры. Среди минусов была отмечена излишняя сложность.
Она была включена в список «Лучшие и самые элегантные игры для iPhone 2013 года» по версии журнала New Yorker и в «Лучшую мобильную игру 2013 года» по версии Kotaku.
Duet получила награды «Игра года», «Лучшая игра в жанре экшен» и «Лучший саундтрек» на Intel Level Up 2014.

## Комментарии
1. ↑  русский, английский, китайский, французский, немецкий, испанский, японский, корейский, нидерландский, итальянский, португальский